# Guillaume Costeley

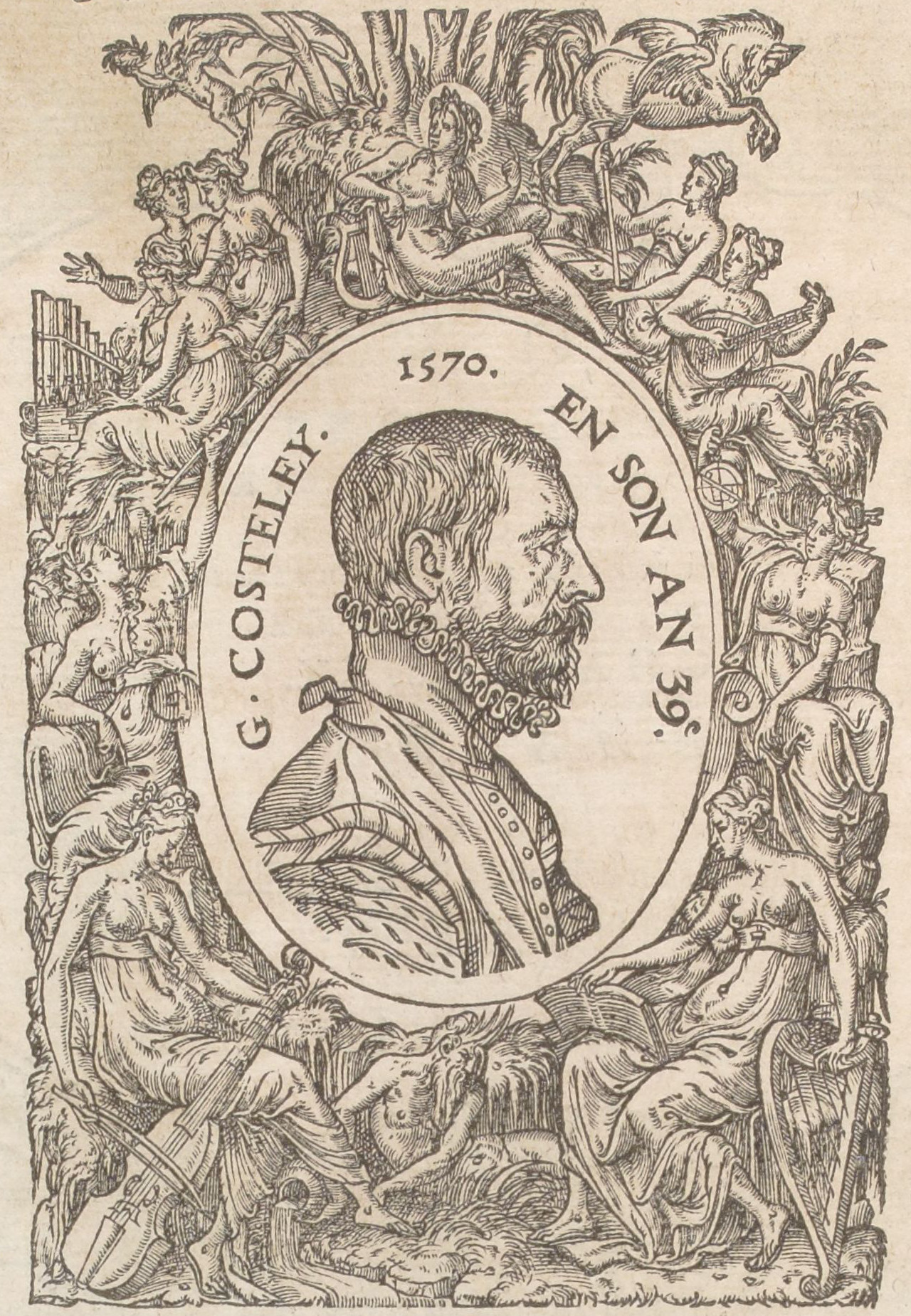
Porträt von Guillaume Costeley im Alter von 39 Jahren

Guillaume Costeley (* um 1531 in Pont-Audemer, Normandie (?); † 1. Februar 1606 in Évreux) war ein französischer Organist und Komponist.
Nach seiner Ausbildung, wahrscheinlich in Paris, war er von etwa 1560 bis 1570 Hoforganist und diente Karl IX. und Heinrich III. von Frankreich. Danach wirkte er bis zu seinem Ableben in Évreux als Komponist und war dort Mitglied der Bruderschaft Sainte Cécile.
Neben einigen Instrumentalwerken schuf er im Wesentlichen Vokalmusik, darunter mehr als einhundert vier- und fünfstimmige Chansons. Er war damit ein Wegbereiter des Air de cour des 16. und 17. Jahrhunderts.